# Jackie Mason
Jackie Mason (ur. 9 czerwca 1928 w Sheboygan, zm. 24 lipca 2021 w Nowym Jorku) – amerykański komik oraz aktor filmowy i telewizyjny. 
Najbardziej znany z programu Świat według mnie! za który zdobył wiele nagród, w tym m.in. dwukrotnie Nagrodę Emmy. Napisał i wykonał sześć jednoosobowych przedstawień na Broadwayu. Znany ze swojej wypowiedzi i głosu, a także używania insynuacji i kalamburów, często kulturowo ugruntowany humor Masona był opisywany jako lekceważący, a czasem niepoprawny politycznie. 
Jackie Mason zmarł spokojnie we śnie 24 lipca 2021 roku na Manhattanie w Nowym Jorku po ponad dwutygodniowej hospitalizacji, miał 93 lata.